# Anthoscopus minutus
El pájaro moscón de El Cabo (Anthoscopus minutus) es una especie de ave paseriforme de la familia Remizidae. Es propio de África, encontrándose en Angola, Botsuana, Namibia, Sudáfrica y Zimbabue.

## Subespecies
Se reconocen las siguientes subespecies:
- Anthoscopus minutus damarensis
- Anthoscopus minutus minutus
- Anthoscopus minutus gigi